# Bang Kapi
Bang Kapi (thailändisch บางกะปิ, Aussprache: [bāːŋ kàpìʔ]) ist einer der 50 Bezirke (Khet) in Bangkok, der Hauptstadt von Thailand. Bang Kapi liegt im östlichen Teil der Stadt in etwa zwischen den Straßen (Thanon) Lat Phrao und Ramkhamhaeng.

## Geographie
Die benachbarten Bezirke sind im Uhrzeigersinn von Norden aus: Bueng Kum, Saphan Sung, Prawet, Suan Luang, Huai Khwang, Wang Thonglang und Lat Phrao.

## Geschichte
In der Vergangenheit war die Gegend ein Dschungel, seine Geschichte reicht zurück bis zur Regierungszeit von König Nangklao (Rama III.), als der General Chao Phraya Bodindecha (เจ้าพระยาบดินทรเดชา) Aufständische in Champasak und Luang Prabang bekämpfte, und Siedler von dort hierher zurückbrachte.
Bang Kapi war ursprünglich ein sehr großer Bezirk. 1989 wurde die Fläche stark verkleinert, als die Bezirke Lat Phrao und Bueng Kum abgetrennt wurden. Am 14. Oktober 1997 wurde es erneut verkleinert, als die Bezirke Wang Thonglang und Saphan Sung neu gegründet wurden.

## Ausbildung
- Ramkhamhaeng-Universität
- Assumption-Universität (privat)
- National Institute of Development Administration
- Hua Mak Sports Complex mit dem Rajamangala-Nationalstadion

## Einkaufen
- The Mall Ramkhamhaeng
- The Mall Bang Kapi

## Transport
Über den Khlong Saen Saep verbinden Express-Boote das Geschäftszentrum von Bangkok mit dem „The Mall Bangkapi“.

## Verwaltung
Bang Kapi ist in zwei Unterbezirke (Khwaeng) unterteilt:
| Nr. | Name Khwaeng | Thai   | Einw.  |
| --- | ------------ | ------ | ------ |
| 1.  | Khlong Chan  | คลองจั่น | 82.045 |
| 2.  | Hua Mak      | หัวหมาก | 67.011 |

## Gemeinderat
Der Gemeinderat des Distrikts Bang Kapi hat acht Mitglieder, jedes Mitglied wird für vier Jahre gewählt. Die letzte Wahl war am 30. April 2006. Die Ergebnisse:
- Demokratische Partei – 7 Sitze
- Thai Rak Thai Party – 1 Sitz